# Chimborazoa lachnocarpa
Chimborazoa lachnocarpa là một loài thực vật có hoa trong họ Bồ hòn. Loài này được (Benth. ex Radlk.) H.T.Beck mô tả khoa học đầu tiên năm 1992.